# Одри Хепбърн
Одри Хепбърн (на английски: Audrey Hepburn) е английска филмова и театрална актриса, балерина и общественичка.  Тя е една от малкото актриси, завоювали и четирите най-престижни награди: „Оскар“ (за кино), „Еми“ (за телевизия), „Грами“ (за музика) и „Тони“ (за театър). От 1960 г. има звезда на Холивудската алея на славата. През 1999 г. Американският филмов институт включва Одри Хепбърн под Номер-3 в класацията на най-големите жени звезди на класическото холивудско кино.

## Биография
Прекарала детството си по времето на нацисткия режим през Втората световна война в Холандия, Одри Хепбърн се посвещава изключително на уроците по балет, преди да реши по-късно да стане актриса. За първи път привлича вниманието с роля в Бродуейската продукция „Джиджи“ (1951). Получава ролята на принцеса Ана във „Ваканция в Рим“ (1953), за която печели наградата на Филмовата академия. Превръща се в една от водещите холивудски актриси през 1950-те и 1960-те години и получава още 4 номинации за Оскар. Сред емблематичните ѝ роли са на Холи Голайтли в „Закуска в Тифани“ (1961) и на Илайза Дулитъл в „Моята прекрасна лейди“ (1964).
Една от най-големите филмови звезди на всички времена, Одри Кейтлийн Ръстън, се ражда в Иксел/Енсене, община в района на Брюксел, Белгия, като единственото дете на англичанина Джоузеф Виктор Антъни Ръстън и неговата втора жена – бившата баронеса Елла ван Хеемстра – холандска аристократка и дъщеря на бившия губернатор на холандска Гвиана. Бащата на бъдещата актриса по-късно прибавя към името си и фамилията на своята баба Кейтлий Хепбърн (по майчина линия) и фамилията му става Хепбърн-Ръстън. Тя има двама полубратя от страна на първия брак на майка ѝ за холандски благородник, Джонкър Хендрик Густаф Адолф Куарлс ван Ъфорд. От страна на баба си Кейтлий Хепбърн Одри е потомък на самия английски крал Едуард III.
Самата работа на Джоузеф Ръстън като служител в британска застрахователна компания означава, че семейството често е на път към Брюксел, Англия или Холандия. Между 1935 и 1938 г. Хепбърн посещава частна девическа академия в Кент, съвсем скоро след развода на родителите ѝ и заминаването на баща ѝ, симпатизант на фашистките идеи. По-късно тя самата назовава този момент като „един от най-трагичните и травмиращи в живота ѝ“. Години по-късно, посредством Червения кръст тя успява да го намери в Дъблин; връзката между тях се възстановява и поддържа, а самата Одри го издържа финансово до смъртта му. През 1939 майка ѝ и полубратята ѝ се преместват в дома на дядо си в Арнем, Холандия. Елла вярвала, че именно „ниската земя“ може да се разчита за предпазване от немските атаки. В същото време Хепбърн посещава консерваторията в Арнем (1938 – 1945), където се занимава с балет редом със стандартната учебна програма.
През 1940 германците нападат Холандия. По време на войната Хепбърн приема псевдонима Едда ван Хеемстра, изменяйки документите на майка си заради „английското звучене на името“, което се считало за опасно. Това никога не е било законно име. Името Едда е вариант на името на майка ѝ, Елла.
Към 1944 Хепбърн вече е станала професионална балерина. Тя тайно танцувала пред групи от хора, за да събира пари за Холандската съпротива. По-късно тя ще каже, че „най-добрата публика, която някога съм имала, не издаде и звук в края на представлението ми“.
След пристигането на Съюзническите сили и началото на битката за Нормандия, положението на окупираните от Германия се влошава. По време на Холандската криза в мразовитата зима на 1944 германците конфискуват дори крайно ограниченото количество храна и топливо за собствени нужди. Без топлина в домовете си и храна, хората гладували и измирали по улиците от режещия студ. Хепбърн, както и много други, прибегнала към приготвянето на брашно от луковици на лалета, за да пече сладкиши и бисквити. Арнем е опустошен по време на Съюзническите бомбардировки, част от военната операция Маркет Гардън. Чичото и братовчедът на майка ѝ са застреляни пред самата Хепбърн като участници в местната съпротива. Полубратът ѝ, Иън ван Ъфорд, прекарва известно време в германски трудови лагер. Страдаща от недохранване, Хепбърн развива остра анемия, дихателни проблеми и множество отоци.
През 1991 Хепбърн споделя:„Имам спомени от това време. Не веднъж бях на гарата и виждах вагоните с евреи, които щяха да депортират, гледайки всички тези лица, подаващи се отгоре. Спомням си много ясно, едно малко момче, което стоеше с родителите си на перона, много бледо, с много светла кожа и коса...То носеше палто, което беше твърде голямо за него, и се качи на влака. Бях дете, наблюдаващо друго дете.“
Хепбърн забелязва и доста прилики между себе си и Ане Франк: „Бях на същата възраст като Ане Франк. И двете бяхме на по 10 години, когато войната избухна, и на 15, когато тя свърши. Получих от приятел копие на книгата на холандски през 1946. Прочетох я – и тя ме съсипа. Способна е да стори това на много хора при първия си прочит, но аз не я четях просто като книга, просто като напечатани страници. Това беше моят живот. Не знаех какво точно ще прочета. Никога вече не бях същата – толкова много ми повлия тази книга.“
„Виждахме суровите наказания. Виждахме млади мъже, опрени до стената, и застрелвани... и те щяха да затворят улицата и да я отворят след това отново, така че да можеш да минеш. Ако прочетете дневника, отбелязала съм едно място, където се казва „петима заложници бяха застреляни днес“. Това беше денят, когато чичо ми беше застрелян. В думите на това дете четях това, което беше вътре в мен и все още е там. Това бе едно пречистване за мен. Това дете, което бе затворено между четири стени, бе описало подробно всичко онова, което преживях и почувствах.“
Но тези времена невинаги са толкова лоши и тя успява да открие радостта от детството си. Правейки отново паралели с живота на Ане Франк, Одри Хепбърн споделя: "Тази воля да оцелееш е толкова силна в думите на Ане. Веднъж ще каже: „Толкова съм потисната“. В следващия копнее да подкара колелото си. Тя определено е един символ на детето в множеството различни обстоятелства, на които посвещавам цялото си време. Нейният дух не умира."
Като един от начините да прекарва времето си, Одри Хепбърн рисува. Някои от работите ѝ като дете могат да се видят и днес.
В едно интервю Хепбърн казва, че изяла цяла кутийка консервирано мляко, но ѝ прилошало от тези първи „подкрепителни порции“, защото сложила твърде много захар в овесената си каша. Именно този опит я довежда до дългогодишната ѝ работа в УНИЦЕФ през следващите години от живота ѝ.
От 1988 до смъртта си през 1993 г. служи като посланик на добра воля на УНИЦЕФ.

## Избрана филмография
| Година | Филм                       | Оригинално заглавие    | Роля            | Режисьор         |
| ------ | -------------------------- | ---------------------- | --------------- | ---------------- |
| 1953   | Римска ваканция            | Roman Holiday          | Принцеса Ана    | Уилям Уайлър     |
| 1954   | Сабрина                    | Sabrina                | Сабрина         | Били Уайлдър     |
| 1956   | Война и мир                | War and Peace          | Наташа Ростова  | Кинг Видор       |
| 1957   | Клоунско лице              | Funny Face             | Джо Стоктън     | Стенли Донън     |
| 1957   | Следобедна любов           | Love in the Afternoon  | Ариана Шавес    | Били Уайлдър     |
| 1959   | Историята на една монахиня | The Nun's Story        | сестра Люк      | Фред Зинеман     |
| 1960   | Непростената               | The Unforgiven         | Рейчъл Закари   | Джон Хюстън      |
| 1961   | Закуска в Тифани           | Breakfast at Tiffany's | Холи Голайтли   | Блейк Едуардс    |
| 1961   | Часът на децата            | The Children's Hour    | Карън Райт      | Уилям Уайлър     |
| 1963   | Шарада                     | Charade                | Регина Лампърт  | Стенли Донън     |
| 1964   | Моята прекрасна лейди      | My Fair Lady           | Елиза Дулитъл   | Джордж Кюкор     |
| 1964   | Заедно в Париж             | Paris When It Sizzles  | Габриел Симпсън | Ричард Куайн     |
| 1966   | Как да откраднеш милион    | How to Steal a Million | Никол Боне      | Уилям Уайлър     |
| 1967   | Двама по пътя              | Two for the Road       | Джоана Уолъс    | Стенли Донън     |
| 1967   | Когато се стъмни           | Wait Until Dark        | Сюзи Хендрикс   | Терънс Йънг      |
| 1976   | Робин и Мариан             | Robin and Marian       | Мариан          | Ричард Лестър    |
| 1981   | Всички се смееха           | They All Laughed       | Анжела Ниотес   | Питър Богданович |
| 1989   | Винаги                     | Always                 | Хеп             | Стивън Спилбърг  |